# خوليو كابلان
خوليو كابلان (بالإسبانية: Julio Kaplan)‏ هو لاعب شطرنج أرجنتيني، ولد في 25 يوليو 1950 في بوينس آيرس في الأرجنتين.

## وصلات خارجية
- خوليو كابلان على موقع الاتحاد الدولي للشطرنج (الإنجليزية)
- خوليو كابلان على موقع مباريات الشطرنج (الإنجليزية)
- خوليو كابلان على موقع 365Chess.com (الإنجليزية)
- خوليو كابلان على موقع Chesstempo.com (الإنجليزية)
- خوليو كابلان على موقع الاتحاد الأمريكي للشطرنج (الإنجليزية)
- خوليو كابلان سجل أولمبياد الشطرنج على موقع OlimpBase.org (الإنجليزية)